# Ken Flach
Ken Flach (* 24. Mai 1963 in St. Louis, Missouri; † 12. März 2018 in San Francisco, Kalifornien) war ein US-amerikanischer Tennisspieler. Er führte mehrmals die Weltrangliste im Doppel an.

## Leben
Flach studierte an der Southern Illinois University Edwardsville, für die er im Einzel und im Doppel antrat. Zwischen 1981 und 1983 gewann er den NCAA Division II-Titel, zudem stand er 1983 im Doppelfinale der Division I. An seiner Seite stand schon damals Robert Seguso, der sein langjähriger Partner werden sollte.
Flach war einer der besten Herren-Doppelspieler der zweiten Hälfte der 1980er und ersten Hälfte der 1990er Jahre. 1985 und 1993 gewann er die Doppelkonkurrenz der US Open, 1987 und 1988 in Wimbledon. Außer bei den US Open 1993, wo er an der Seite von Rick Leach siegreich war, errang er alle Grand-Slam-Titel mit Robert Seguso. Zudem gewann er 1986 die Mixed-Konkurrenz der French Open und von Wimbledon, jeweils an der Seite von Kathy Jordan. Zum 14. Oktober 1985 übernahm Flach erstmals die Führung in der Weltrangliste, an deren Spitze er mit Unterbrechungen insgesamt fünf Wochen stand.
Im Einzel erzielte er nicht annähernd so große Erfolge wie im Doppel. Er konnte kein ATP-Finale erreichen. Sein größter Erfolg im Einzel war der Einzug ins Achtelfinale bei den US Open 1987; seine beste Platzierung in der Weltrangliste erreichte er 1985 mit Position 56.
Flach absolvierte zwischen 1985 und 1991 insgesamt 13 Doppelbegegnungen für die US-amerikanische Davis-Cup-Mannschaft, davon gewann er elf. Im Endspiel 1991 unterlagen er und Robert Seguso Henri Leconte und Guy Forget; Frankreich gewann die Partie mit 3:1 und damit den Davis Cup. Bei den Olympischen Spielen 1988 in Seoul trat er ebenfalls mit Seguso an und sie gewannen die Goldmedaille für die Vereinigten Staaten.
Nach seinem Rücktritt vom Profisport war Flach Tennistrainer an der Vanderbilt University. Er heiratete 1986 das ehemalige Fotomodell Sandra Freeman, mit der er vier Kinder hatte. Seine zweite Ehe ging er im März 2010 ein. Flach starb am 12. März 2018 im Alter von 54 Jahren an den Folgen einer Lungenentzündung.

## Erfolge
| Legende (Siege in Klammern)       |
| Grand Slam (6)                    |
| Olympische Spiele (1)             |
| Tennis Masters Cup (1)            |
| ATP Masters Series (2)            |
| ATP International Series Gold (2) |
| ATP International Series (24)     |
| ATP Challenger Series (4)         |

| Titel nach Belag |
| Hartplatz (16)   |
| Sand (7)         |
| Rasen (6)        |
| Teppich (7)      |

### Doppel

#### Turniersiege

##### ATP Tour
| Nr. | Datum              | Turnier       | Belag     | Partner       | Finalgegner                         | Endergebnis             |
| 1.  | 11. Juni 1984      | Rom           | Sand      | Robert Seguso | John Alexander Mike Leach           | 3:6, 6:3, 6:4           |
| 2.  | 23. Juli 1984      | Boston        | Sand      | Robert Seguso | Gary Donnelly Ernie Fernández       | 6:4, 6:4                |
| 3.  | 13. August 1984    | Indianapolis  | Sand      | Robert Seguso | Heinz Günthardt Balázs Taróczy      | 7:6, 7:5                |
| 4.  | 17. September 1984 | Los Angeles   | Hartplatz | Robert Seguso | Wojciech Fibak Sandy Mayer          | 4:6, 6:4, 6:3           |
| 5.  | 29. Oktober 1984   | Hongkong      | Hartplatz | Robert Seguso | Mark Edmondson Paul McNamee         | 6:7, 6:3, 7:5           |
| 6.  | 6. November 1984   | Taipeh        | Teppich   | Robert Seguso | Drew Gitlin Hank Pfister            | 6:1, 6:7, 6:2           |
| 7.  | 6. Januar 1985     | London        | Teppich   | Robert Seguso | Heinz Günthardt Balázs Taróczy      | 6:3, 3:6, 6:3, 6:0      |
| 8.  | 1. April 1985      | Fort Myers    | Hartplatz | Robert Seguso | Sammy Giammalva David Pate          | 3:6, 6:3, 6:3           |
| 9.  | 13. Mai 1985       | Forest Hills  | Sand      | Robert Seguso | Givaldo Barbosa Ivan Kley           | 7:5, 6:2                |
| 10. | 17. Juni 1985      | Queen’s Club  | Rasen     | Robert Seguso | Pat Cash John Fitzgerald            | 3:6, 6:3, 16:14         |
| 11. | 29. Juli 1985      | Indianapolis  | Sand      | Robert Seguso | Pavel Složil Kim Warwick            | 6:4, 6:4                |
| 12. | 19. August 1985    | Montreal      | Hartplatz | Robert Seguso | Stefan Edberg Anders Järryd         | 5:7, 7:6, 6:3           |
| 13. | 9. September 1985  | US Open       | Hartplatz | Robert Seguso | Henri Leconte Yannick Noah          | 6:7, 7:6, 7:6, 6:0      |
| 14. | 29. Oktober 1985   | Tokio         | Teppich   | Robert Seguso | Scott Davis David Pate              | 4:6, 6:3, 7:6           |
| 15. | 10. Februar 1986   | Memphis       | Teppich   | Robert Seguso | Guy Forget Anders Järryd            | 6:4, 4:6, 7:6           |
| 16. | 31. März 1986      | Chicago       | Teppich   | Robert Seguso | Eddie Edwards Francisco González    | 6:0, 7:5                |
| 17. | 20. Oktober 1986   | Tokio         | Teppich   | Matt Anger    | Jimmy Arias Greg Holmes             | 6:2, 6:3                |
| 18. | 6. Juli 1987       | Wimbledon     | Rasen     | Robert Seguso | Sergio Casal Emilio Sánchez Vicario | 3:6, 6:7, 7:6, 6:1, 6:4 |
| 19. | 24. August 1987    | Cincinnati    | Hartplatz | Robert Seguso | Steve Denton John Fitzgerald        | 7:5, 6:3                |
| 20. | 13. Juni 1988      | Queen’s Club  | Rasen     | Robert Seguso | Pieter Aldrich Danie Visser         | 6:2, 7:6                |
| 21. | 4. Juli 1988       | Wimbledon     | Rasen     | Robert Seguso | John Fitzgerald Anders Järryd       | 6:4, 2:6, 6:4, 7:6      |
| 22. | 15. August 1988    | Toronto       | Hartplatz | Robert Seguso | Andrew Castle Tim Wilkison          | 7:6, 6:3                |
| 23. | 26. September 1988 | Seoul         | Hartplatz | Robert Seguso | Sergio Casal Emilio Sánchez Vicario | 6:3, 6:4, 6:7, 6:7, 9:7 |
| 24. | 14. November 1988  | Wembley       | Teppich   | Robert Seguso | Marty Davis Brad Drewett            | 7:5, 6:2                |
| 25. | 24. April 1989     | Tokio         | Hartplatz | Robert Seguso | Kevin Curren David Pate             | 7:6, 7:6                |
| 26. | 21. August 1989    | Cincinnati    | Hartplatz | Robert Seguso | Pieter Aldrich Danie Visser         | 6:4, 6:4                |
| 27. | 6. Mai 1991        | Tampa         | Sand      | Robert Seguso | David Pate Richey Reneberg          | 6:7, 6:4, 6:1           |
| 28. | 12. August 1991    | Cincinnati    | Hartplatz | Robert Seguso | Grant Connell Glenn Michibata       | 6:7, 6:4, 7:5           |
| 29. | 19. August 1991    | Indianapolis  | Hartplatz | Robert Seguso | Kent Kinnear Sven Salumaa           | 7:6, 6:4                |
| 30. | 23. März 1992      | Miami         | Hartplatz | Todd Witsken  | Kent Kinnear Sven Salumaa           | 6:4, 6:3                |
| 31. | 12. April 1993     | Tokio Outdoor | Hartplatz | Rick Leach    | Glenn Michibata David Pate          | 2:6, 6:3, 6:4           |
| 32. | 21. Juni 1993      | Manchester    | Rasen     | Rick Leach    | Stefan Kruger Glenn Michibata       | 6:4, 6:1                |
| 33. | 13. September 1993 | US Open       | Hartplatz | Rick Leach    | Martin Damm Karel Nováček           | 6:7, 6:4, 6:2           |
| 34. | 28. Februar 1994   | Scottsdale    | Hartplatz | Jan Apell     | Alex O’Brien Sandon Stolle          | 6:0, 6:4                |

##### Challenger Tour
| Nr. | Datum             | Turnier           | Belag     | Partner       | Finalgegner                      | Endergebnis   |
| 1.  | 30. April 1990    | Tampa             | Sand      | Doug Flach    | Broderick Dyke Tobias Svantesson | 3:6, 7:6, 6:4 |
| 2.  | 15. Oktober 1990  | Ponte Vedra Beach | Hartplatz | Doug Flach    | Royce Deppe Bret Garnett         | 6:3, 2:6, 6:4 |
| 3.  | 24. April 1995    | Birmingham        | Sand      | Bryan Shelton | Ellis Ferreira Brent Haygarth    | 5:7, 7:5, 6:2 |
| 4.  | 20. November 1995 | Andorra           | Hartplatz | Kelly Jones   | Fernon Wibier Chris Woodruff     | 6:4, 6:3      |

#### Finalteilnahmen
| Nr. | Datum              | Turnier                      | Belag       | Partner         | Finalgegner                        | Ergebnis                |
| --- | ------------------ | ---------------------------- | ----------- | --------------- | ---------------------------------- | ----------------------- |
| 1.  | 7. November 1983   | Taipeh                       | Teppich (i) | Robert Segusoh  | Wally Masur Kim Warwick            | 6:7, 4:6                |
| 2.  | 9. Juli 1984       | Newport                      | Rasen       | Robert Seguso   | David Graham Laurie Warder         | 4:6, 6:7                |
| 3.  | 18. Februar 1985   | La Quinta                    | Hartplatz   | Robert Seguso   | Heinz Günthardt Balázs Taróczy     | 6:3, 6:7, 3:6           |
| 4.  | 1. April 1985      | Chicago                      | Teppich (i) | Robert Seguso   | Johan Kriek Yannick Noah           | 6:3, 6:4, 5:7, 1:6, 4:6 |
| 5.  | 13. Mai 1985       | Rom                          | Sand        | Robert Seguso   | Anders Järryd Mats Wilander        | 6:4, 3:6, 2:6           |
| 6.  | 5. August 1985     | Stratton Mountain            | Hartplatz   | Robert Seguso   | Scott Davis David Pate             | 6:3, 6:7, 6:7           |
| 7.  | 5. August 1987     | Key Biscayne (1)             | Hartplatz   | Robert Seguso   | Paul Annacone Christo van Rensburg | 2:6, 4:6, 4:6           |
| 8.  | 20. April 1987     | Seoul                        | Hartplatz   | Jim Grabb       | Eric Korita Mike Leach             | 7:6, 1:6, 5:7           |
| 9.  | 13. Juli 1987      | Livingston                   | Hartplatz   | Robert Seguso   | Gary Donnelly Greg Holmes          | 6:7, 3:6                |
| 10. | 13. September 1987 | US Open (1)                  | Hartplatz   | Robert Seguso   | Stefan Edberg Anders Järryd        | 6:7, 2:6, 6:4, 7:5, 6:7 |
| 11. | 9. November 1987   | Wembley                      | Teppich (i) | Robert Seguso   | Miloslav Mečíř Tomáš Šmíd          | 5:7, 4:6                |
| 12. | 30. November 1987  | Masters                      | Teppich (i) | Robert Seguso   | Miloslav Mečíř Tomáš Šmíd          | 4:6, 5:7, 7:6, 3:6      |
| 13. | 14. März 1988      | Key Biscayne (2)             | Hartplatz   | Robert Seguso   | John Fitzgerald Anders Järryd      | 6:7, 1:6, 5:7           |
| 14. | 1. August 1988     | Indianapolis                 | Hartplatz   | Robert Seguso   | Rick Leach Jim Pugh                | 4:6, 3:6                |
| 15. | 14. November 1988  | Detroit                      | Teppich (i) | Robert Seguso   | Rick Leach Jim Pugh                | 4:6, 1:6                |
| 16. | 28. August 1989    | US Open (2)                  | Hartplatz   | Robert Seguso   | John McEnroe Mark Woodforde        | 4:6, 6:4, 3:6, 3:6      |
| 17. | 2. Oktober 1989    | Orlando                      | Hartplatz   | Robert Seguso   | Scott Davis Tim Pawsat             | 5:7, 7:5, 4:6           |
| 18. | 11. März 1991      | Miami                        | Hartplatz   | Robert Seguso   | Wayne Ferreira Piet Norval         | 7:5, 6:7, 2:6           |
| 19. | 15. Juli 1991      | Washington                   | Hartplatz   | Robert Seguso   | Scott Davis David Pate             | 4:6, 2:6                |
| 20. | 11. November 1991  | ATP World Tour Championships | Teppich (i) | Robert Seguso   | John Fitzgerald Anders Järryd      | 4:6, 4:6, 6:2, 4:6      |
| 21. | 13. Juli 1992      | Washingtons                  | Hartplatz   | Todd Witsken    | Bret Garnett Jared Palmer          | 2:6, 3:6                |
| 22. | 23. August 1993    | Indianapolis                 | Hartplatz   | Rick Leach      | Scott Davis Todd Martin            | 4:6, 4:6                |
| 23. | 9. Mai 1994        | Coral Springs                | Sand        | Stéphane Simian | Lan Bale Brett Steven              | 3:6, 5:7                |
| 24. | 12. Mai 1996       | Pinehurst                    | Sand        | David Wheaton   | Pat Cash Patrick Rafter            | 2:6, 3:6                |

### Mixed
| Nr. | Datum | Turnier     | Belag | Partnerin    | Finalgegner                         | Ergebnis       |
| --- | ----- | ----------- | ----- | ------------ | ----------------------------------- | -------------- |
| 1.  | 1986  | French Open | Sand  | Kathy Jordan | Rosalyn Fairbank Mark Edmondson     | 3:6, 7:63, 6:3 |
| 2.  | 1986  | Wimbledon   | Rasen | Kathy Jordan | Martina Navratilova Heinz Günthardt | 6:3, 7:67      |